# Toreutik

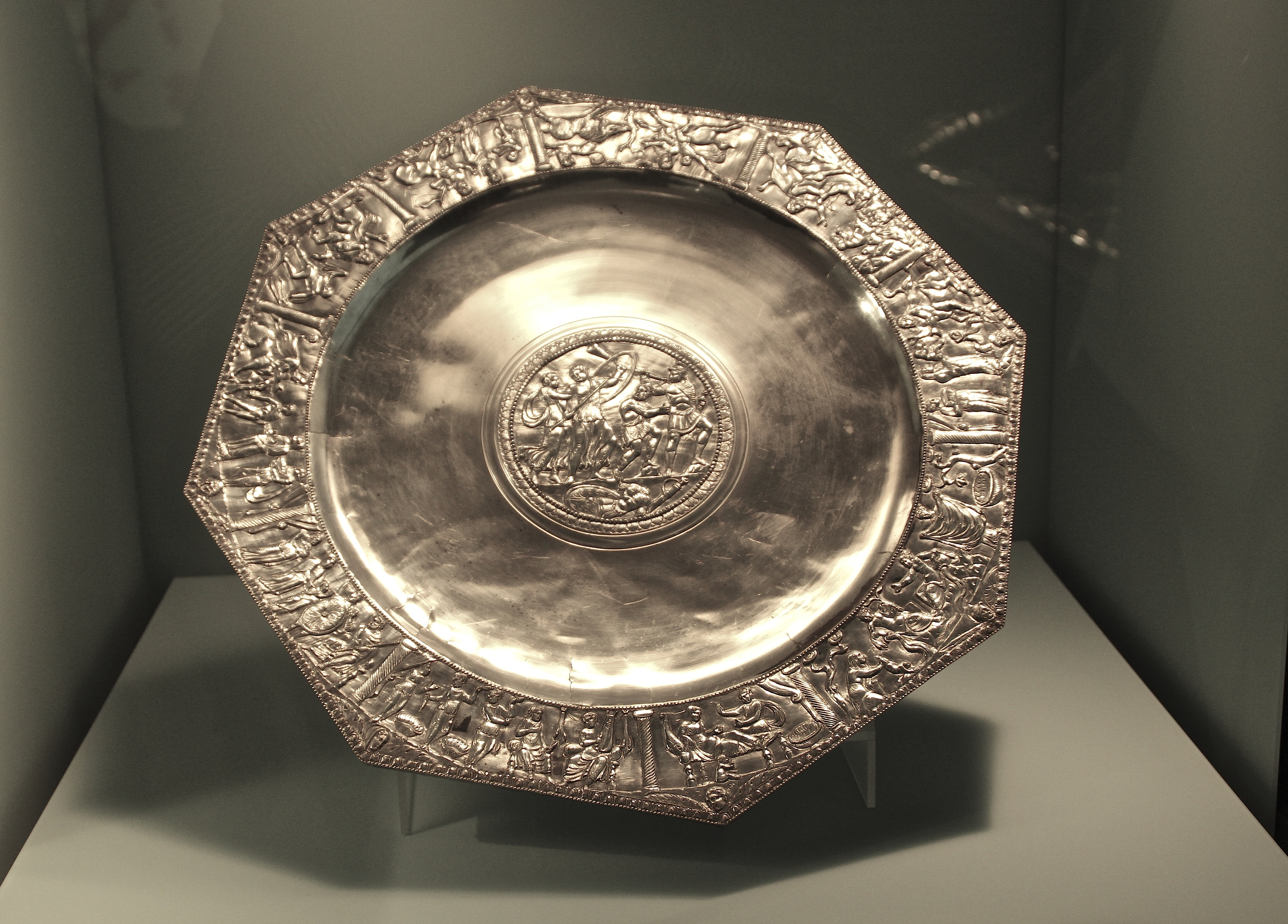
Achillesplatte aus dem Silberschatz von Kaiseraugst, ein Beispiel spätantiker Toreutik.

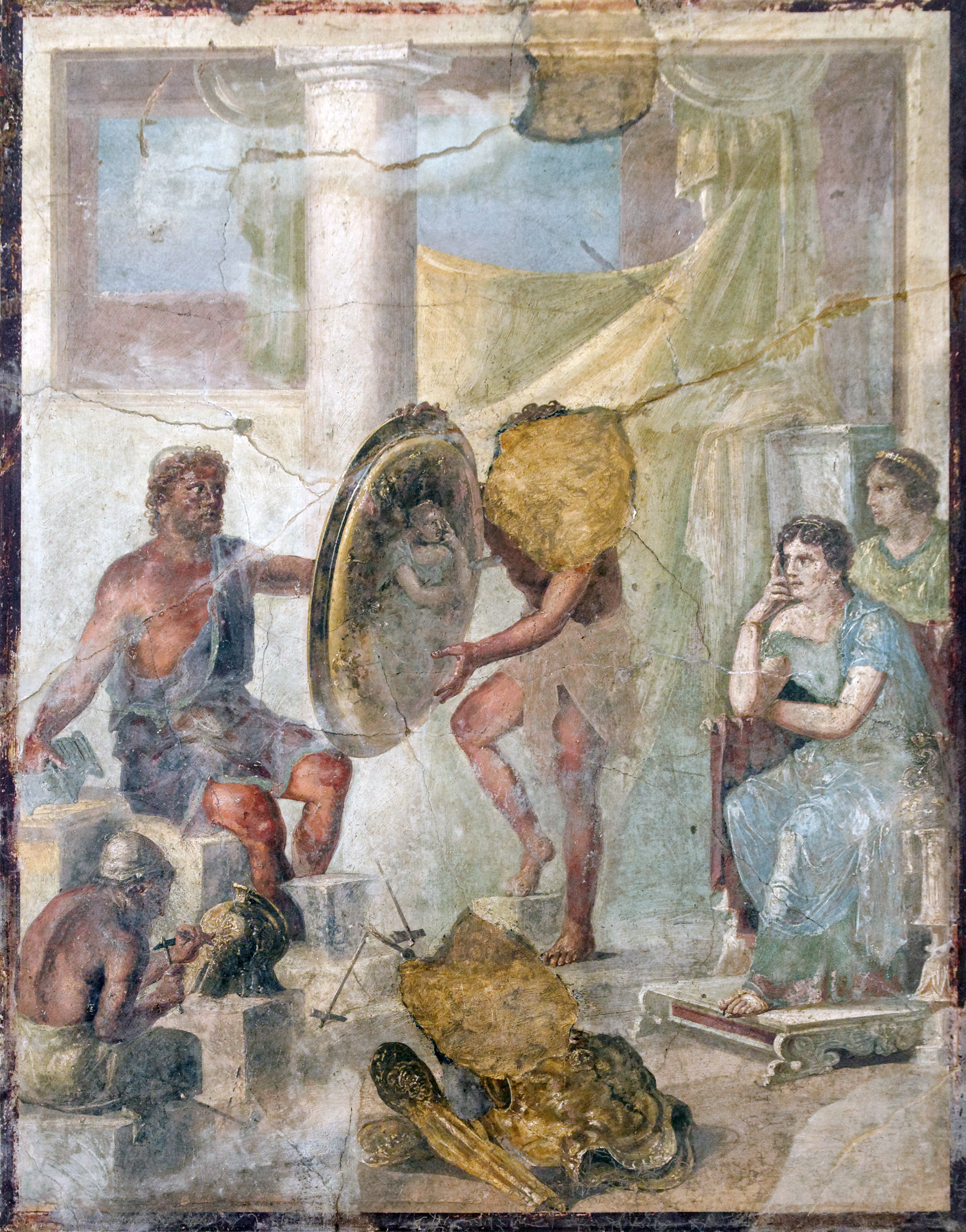
Mythologische Darstellung der Übergabe der Waffen des Achilles, Fresko aus Pompeji im Nationalmuseum Neapel. Im Vordergrund links: Toreut bei der Verzierung des Helms.

Toreutik (von griechisch τορευτική toreutiké, lateinisch Caelatura) ist die Bildnerei in Metallen im Unterschied zur Skulptur (sculptura), der Arbeit in Stein, Keramik und Holz. Die Künstler in dieser Arbeit heißen Toreuten.

## Begriffliches
Toreutik ist namentlich die Bearbeitung des Metalls mit scharfen Instrumenten – das Ziselieren. Bereits in der Antike wurde auch die Technik des Herausschlagens oder Treibens der Formen mittels Punzen in gleicher Weise bezeichnet, unter Umständen aber auch ein teilweises Gießen in Formen. Es sind auch schon in römischer Zeit Arbeiten in anderen Materialien gelegentlich als toreutische Erzeugnisse bezeichnet worden.
Ab Ende des 18. Jahrhunderts nutzte die Firma Klauersche Kunst-Fabrik in Weimar den Begriff Toreutica für ihre Kunstbacksteine, aus Ziegelsteinmasse geformte und gebrannte Skulpturen und Bauschmuck.

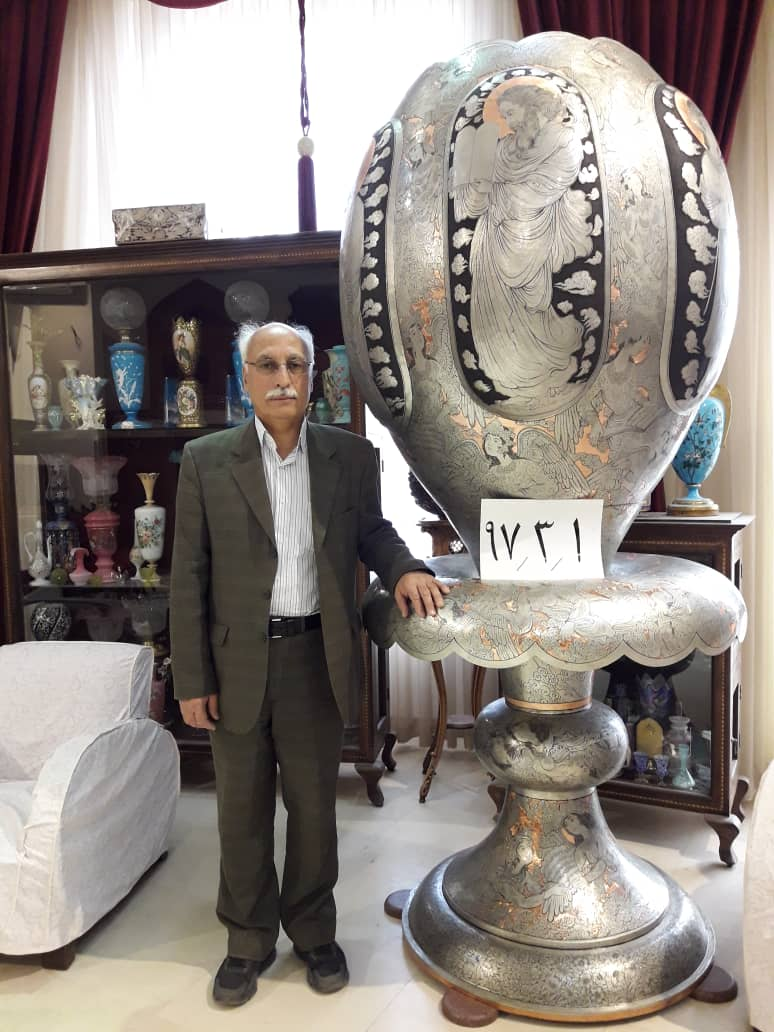
Eine Arbeit von Bahram Elyasi

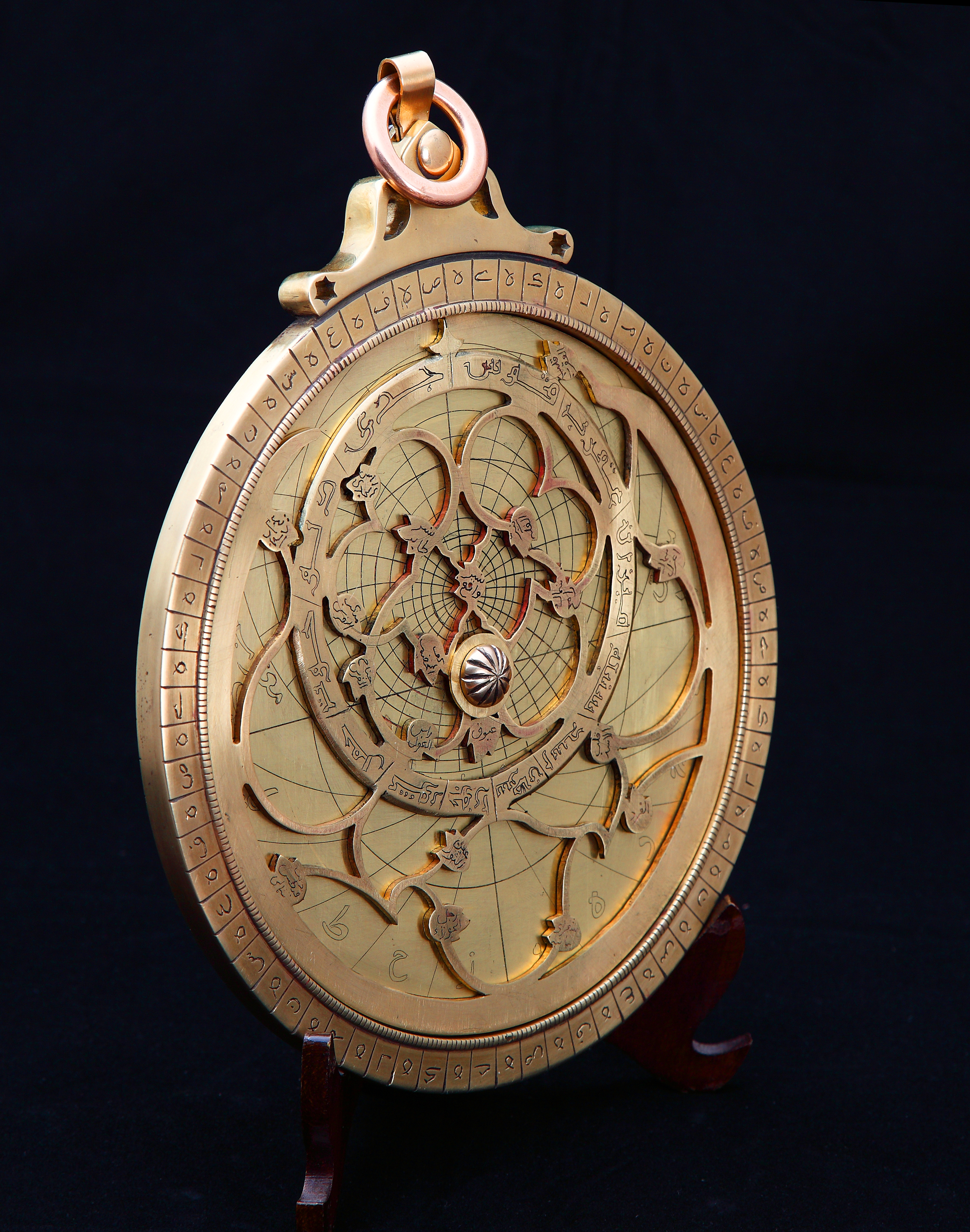
Ein Astrolabium von Ibrahim Latkhafi

## Bekannte Toreuten

### Antike
Die Namen zahlreicher antiker Toreuten sind bekannt, sei es aus der zeitgenössischen Literatur, sei es durch ihre signierten Werke. Eine Zusammenstellung dazu bietet das Künstlerlexikon der Antike. Zu diesen gehören neben vielen anderen der von Vergil erwähnte wahrscheinlich fiktive Alkimedon, Boethos von Kalchedon, Medamus oder Zenodoros.

### Zeitgenössische Meister der persischen Toreutik
- Bahram Elyasi ist ein bekannter Kupferstecher im Isfahani-Stil. Er wurde der Kupferstecher von Farshchian genannt. Arbeiten von Bahram elyasi befinden sich in der Saadabad-Sammlung, in der Sammlung des Museums für zeitgenössische Kunst in Teheran, im Kriegsmuseum und im Museum 'The Islamic Conference'. Das Utah State Museum besitzt zwei Werke namens "Polo".
- Ebrahim Latkhafi war einer der bekanntesten Meister der Kalligraphie und des Astrolabiums in Isfahan. Er starb am 20. März 2012 und wurde in der Künstlerabteilung des Rezvan-Gartens in Isfahan beigesetzt.